# Anne Siberdinus de Blécourt

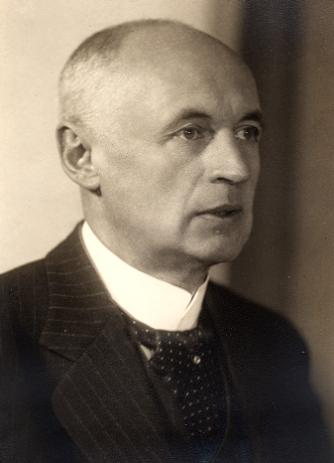
Anne Siberdinus de Blécourt

Anne Siberdinus de Blécourt (* 4. Oktober 1873 in Appingedam; † 8. November 1940 in Den Haag) war ein niederländischer Jurist und Rechtshistoriker.

## Leben
Anne Siberdinus wurde als Sohn des Notars Lucas Wildervanck de Blécourt (* 9. September 1827 in Wildervank; † 8. Mai 1891 in Appingedam) und dessen Frau Wilhelmina Tresling (* 6. Mai 1836 in Scharmer; † 10. September 1912 in Groningen) geboren. Nach der Absolvierung seines Abiturs am Gymnasium in Nijmegen, studierte er ab 1892 die Rechtswissenschaften an der Universität Groningen. Hier promovierte er am 5. Juli 1897 zum Doktor der Rechte, arbeitete anschließend als Anwalt und Volontär am Reichsarchiv in Groningen und ab 1898 als Archivar in Rotterdam. 1901 wechselte er als Sachbearbeiter an die Provinzregistrierung von Nord-Holland in Haarlem, 1903 wurde er Hilfsrichter am Landgericht in Zutphen, wo er 1907 zum Richter aufstieg. 1911 wirkte er als Richter in Utrecht und 1914 in gleicher Eigenschaft in Den Haag.
Am 9. Mai 1917 berief man ihn auf die Professur für das historische niederländische Recht an die Universität Leiden, welche Aufgabe er am 27. Juni desselben Jahres mit der Einführungsrede Het belang van het Oud-Vaderlandsch Recht voor dezen tijd (deutsch: Die Bedeutung des alten vaterländischen Rechts für diese Zeit) antrat. 1918 gründete er die Tijdschrift voor Rechtsgeschiedenis (deutsch: Zeitschrift für Rechtsgeschichte), wurde 1923 Mitglied des Vereins für altvaterländisches Recht und gründete 1928 das Rechtshistorische Institut in Leiden. Im Akademiejahr 1935/36 wählte man ihn zum Rektor der Leidener Alma Mater, in welcher Eigenschaft er im Februar 1936 die Rektoratsrede Het historisch en juridische bewijs (deutsch: Der historische und juristische Beweis) hielt. 1936 erhielt er die Ehrendoktorwürde der Sorbonne in Paris und wurde Ritter des Ordens vom niederländischen Löwen. Am 1. Oktober 1939 wurde er aus seiner Professur emeritiert und verstarb ein Jahr später.

## Familie
Blécourt verheiratete sich am 29. Mai 1902 in Den Haag mit Willemina Helena Roijaards (* 25. Juni 1870 in Oisterwijk; † 1. Dezember 1966 in Bloemendaal), die Tochter des Lodewijk Gerard Royaards (* 3. November 1830 in Arnhem; † 30. März 1918 in Den Haag) und dessen Frau Anna Helena Holleman (* 2. Februar 1842 in Oisterwijk; † 11. Juni 1929 in Den Haag). Aus der Ehe stammen zwei Söhne und eine Tochter. Von den Kindern kennt man:
- Lucas de Blécourt (* 10. Februar 1903 in Haarlem; † 30. Oktober 1966 in Amsterdam) verh. 10. Januar 1928 in Den Haag mit Catharina van der Veen Vonk (* 7. August 1903 in Zutphen; † 10. November 1969 in Wassenaar) verh. II am 5. August 1949 in Den Haag mit Margaretha Francisca Ibeline van Berckel
- Adriaan George de Blécourt (* 26. August 1910 in Zutphen; † 21. November 2010 ebd.) verh. 18. Dezember 1948 mit Catharina Johanna Teding van Berkhout (* 18. November 1911 in Halfweg; † 7. Mai 2003 in Zuphen)
- Anna Helena de Blécourt  (* 1913 in Zutphen) verh. 21. November 1931 in Leiden (gesch. 11. Juni 1948) mit Hans Creutzberg (* 1913 in Buitenzorg)

## Schriften (Auswahl)
- De Ambachten in Rijnland, Delfland en Schieland. Haarlem 1902
- De organisatie der Gemeenten gedurende de jaren 1795–1851. Haarlem 1903
- Het Stadsmeierrecht in de Groninger Veenkoloniën. Groningen 1907
- Rechtsbronnen van Zierikzee. Den Haag 1908 (mit W. Bezemer)
- Ambacht en Gemeente; de regeering van een Hollandsch dorp gedurende de 17e, 18e en 19e eeuw. Zutphen 1912
- Het belang van het oud-vaderlandsch recht voor dezen tijd. Groningen 1917
- Klein plakkaatboek van Nederland, verzameling van ordonnantiën en plakkaten betreffende regeeringsvorm, kerk en rechtspraak (14e eeuw tot 1749). Groningen 1919 (mit N. Japikse)
- Beklemrecht en Stadsmeierrecht. Groningen 1920, 2. Bde.
- Kort Begrip van het oud-vaderlandsch Burgerlijk Recht. Groningen 1922, 1924, 1932; 1932, 1939, 1950, 1959, 1967
- De vischrechten op de Lek en het vischrecht in de binnenwateren van Lekkerkerk, alsmede over non-usus van dit laatste. Leiden 1926
- De juridische Leeskamers te Leiden. Groningen 1928
- Supplement op de bijlagen van de Genealogie der familie de Blécourt. Haarlem 1930
- Oldambt en Ommelanden. Rechtshistorische opstellen met bijlagen. Assen 1935
- Pro Excolendo en Rechtsgeschiedenis. Groningen 1937